# Río Tarumã Açu
El río Tarumã Açu (en portugués: Igarapé Tarumã Açu) es un río en el estado de Amazonas, Brasil. Es un afluente izquierdo del río Negro, al que ingresa justo al oeste de la ciudad de Manaos.

## Curso
El río Tarumã Açu nace en un manantial en la comunidad de Nova Canaã, en el kilómetro 40 de la carretera BR-174. Drena la parte este del tramo Tarumã Açu - Tarumã Mirim del Área de Protección Ambiental de la Margen Izquierda del Río Negro, que está cubierta principalmente por una densa selva tropical pero tiene áreas de bosque tropical abierto y campinarana. El tramo inferior del río corresponde al límite occidental del área urbana de Manaus. Varios de sus afluentes de la margen izquierda nacen en la Reserva Forestal Adolfo Ducke y atraviesan las zonas norte y oeste de Manaos. Los afluentes del área urbana son el Igarapé Leão, el Igarapé do Mariano, el Igarapé do Bolivia, que se originan en la reserva Ducke, y el Igarapé do Tarumãzinho, que está completamente contenido en el Bairro do Tarumã.
Los Tarumã Açu y Tarumã Mirim son ríos de aguas negras, ácidos y bajos en minerales. Los niveles de agua varían entre 1,5 a 3 metros, con niveles más altos en junio.